# Hans Kreysing
Hans Kreysing (17 de agosto de 1890 - 14 de abril de 1969) fue un general alemán que comandó la 3.ª División de Montaña y el 8.º Ejército. Fue condecorado con la Cruz de Caballero de la Cruz de Hierro con Hojas de Roble y Espadas.

## Biografía
Hans Kreysing nació en Göttingen en la Baja Sajonia el 17 de agosto de 1890. Ingresó en el Ejército alemán en octubre de 1909, posteriormente uniéndose a un batallón de cazadores (Jäger). Después de servir en la I Guerra Mundial permaneció en el ejército, y al estallar la II Guerra Mundial estuvo al mando del 16º Regimiento de Infantería. Entre octubre de 1940 y agosto de 1943 comandó la 3.ª División de Montaña, sirviendo en Noruega, Laponia y el frente oriental. Continuando en el frente oriental, Kreysing lideró el XVII Cuerpo de Ejército entre noviembre de 1943 y abril de 1944, cuando tomó el mando del 8.º Ejército, que rindió a las tropas Aliadas en Austria en mayo de 1945.
Kreysing terminó la guerra con el rango de General de Tropas de Montaña (en alemán: General der Gebirgstruppe).

## Condecoraciones
- Broche de la Cruz de Hierro (1939) II. y I. Clases (24 de noviembre de 1939)[2]
- Cruz de Caballero de la Cruz de Hierro con Hojas de Roble y Espadas
  - Cruz de Caballero el 29 de mayo de 1940 como Oberst (Coronel) y comandante del Infanterie-Regiment 16[3]
  - 183ª Hojas de Roble el 20 de enero de 1943 como Generalleutnant y comandante de la 3. Gebirgs-Division[3]
  - 63.ª Espadas el 13 de abril de 1944 como General der Gebirgstruppe y comandante general del XVII. Armeekorps[3]